# Razbor (gmina Šentjur)
Razbor – wieś w Słowenii, w gminie Šentjur. W 2018 roku liczyła 184 mieszkańców.